# Пентаоксид триванадия
Пентаоксид триванадия — неорганическое соединение
ванадия и кислорода с формулой V3O5,
чёрные кристаллы,
антиферромагнетик.

## Получение
- Окисление оксида ванадия(III):

{\displaystyle {\mathsf {6V_{2}O_{3}+O_{2}\ {\xrightarrow {T}}\ 4V_{3}O_{5}}}}
- Восстановление водородом оксида ванадия(IV):

{\displaystyle {\mathsf {3VO_{2}+H_{2}\ {\xrightarrow {T}}\ V_{3}O_{5}+H_{2}O}}}

## Физические свойства
Пентаоксид триванадия образует чёрные кристаллы моноклинной сингонии,
пространственная группа P 2/c,
параметры ячейки a = 0,9859 нм, b = 0,5042 нм, c = 0,6991 нм, β = 109,48°, Z = 4.
Имеет широкую область гомогенности V3O4,95-5,01.
Является антиферромагнетиком, температура Нееля 270 К. При 430 К приобретает металлическую проводимость.

## Физиологическое действие
Как и другие неорганические соединения ванадия, V3O5 токсичен и канцерогенен.